# Střední Řecko
Střední Řecko (řecky: Περιφέρειας Στερεάς Ελλάδας) znám také jako Rumeli (Ρούμελη) je kraj Řecka. K roku 2011 byla populace 547 390 obyvatel. Rozloha kraje je 15 549 km². Hlavním městem je Lamia. Na severu sousedí s Thesálií, na jihu s Attikou a na západě se Západním Řeckem. Zahrnuje také celý druhý největší řecký ostrov Euboiu a okolní ostrovy.

## Administrativní dělení
Kraj Střední Řecko se od 1. ledna 2011 člení na 5 regionálních jednotek, které odpovídají dříve zavedeným stejnojmenným prefektrurám.
| Regionální jednotka | řecky                           | rozloha (km²) | počet obyvatel | hustota zalidnění | sídlo obce |
| ------------------- | ------------------------------- | ------------- | -------------- | ----------------- | ---------- |
| Bojótie             | Περιφερειακή Ενότητα Βοιωτίας   | 2 952         | 117 920        | 39,95             | Livadia    |
| Fókida              | Περιφερειακή Ενότητα Φωκίδας    | 2 120         | 40 343         | 19,03             | Amfissa    |
| Fthiótida           | Περιφερειακή Ενότητα Φθιώτιδας  | 4 441         | 158 231        | 35,63             | Lamia      |
| Euritánie           | Περιφερειακή Ενότητα Ευρυτανίας | 1 869         | 20 081         | 10,74             | Karpenisi  |
| Euboia              | Περιφερειακή Ενότητα Εύβοιας    | 4 167         | 210 815        | 50,59             | Chalkis    |

## Ostrovy
Ostrovy, které náleží ke kraji Střední Řecko, zachycuje tabulka:
|    | ostrov       | řecky        | rozloha (km²) | Pobř. (km) | N.v. (m) | nejvyšší vrchol | Obyv.   | Hust. | regionální jednotka | obec     | poloha moře                          |
| -- | ------------ | ------------ | ------------- | ---------- | -------- | --------------- | ------- | ----- | ------------------- | -------- | ------------------------------------ |
| 1  | Euboia       | Εύβοια       | 3 661,637     | 804        | 1 743    | Difni           | 191 206 | 52,33 | Euboia              | 7 obcí   | Egejské moře                         |
| 2  | Skyros       | Σκύρος       | 208,594       | 136        | 792      | Kochylas        | 2 994   | 14,47 | Euboia              | Skyros   | Egejské moře                         |
| 3  | Megalónisos  | Μεγαλόνησος  | 17,20         | 22         | 371      | —               | 0       | 0,00  | Euboia              | Karystos | Egejské moře, Jižní Euboiský záliv   |
| 4  | Válaxa       | Βάλαξα       | 4,30          | —          | 204      | —               | 0       | 0,00  | Euboia              | Skyros   | Egejské moře                         |
| 5  | Skyropoúla   | Σκυροπούλα   | 3,80          | —          | 188      | —               | 0       | 0,00  | Euboia              | Skyros   | Egejské moře                         |
| 6  | Chersonísi   | Χερσονήσι    | 3,80          | —          | 142      | —               | 0       | 0,00  | Euboia              | Karystos | Egejské moře, Jižní Euboiský záliv   |
| 7  | Sakarinó     | Σαρακηνό     | 3,40          | —          | 131      | —               | 0       | 0,00  | Euboia              | Skyros   | Egejské moře                         |
| 8  | Trizónia     | Τριζόνια     | 2,350         | —          | 106      | —               | 64      | 25,60 | Fókida              | Dorida   | Jónské moře, Korintský záliv         |
| 9  | Kaballianí   | Καβαλλιανή   | 1,93          | —          | —        | —               | 0       | 0,00  | Euboia              | Karystos | Egejské moře, Jižní Euboiský záliv   |
| 10 | Stíra        | Στύρα        | 1,70          | —          | —        | —               | 0       | 0,00  | Euboia              | Karystos | Egejské moře, Jižní Euboiský záliv   |
| 11 | Atalánti     | Αταλαντονήσι | 1,60          | —          | 157      | —               | 0       | 0,00  | Fthiótida           | Lokroi   | Egejské moře, Severní Euboiský záliv |
| 12 | Platí        | Πλατύ        | 0,62          | —          | —        | —               | 0       | 0,00  | Euboia              | Skyros   | Egejské moře                         |
| 13 | Rínia        | Ρήνεια       | 0,53          | —          | 15       | —               | 0       | 0,00  | Euboia              | Skyros   | Egejské moře                         |
| 14 | Lamperoúsa   | Λαμπερούσα   | 0,33          | —          | —        | —               | 0       | 0,00  | Euboia              | Karystos | Egejské moře, Jižní Euboiský záliv   |
| 15 | Tragonísi    | Τραγονήσι    | 0,27          | —          | —        | —               | 1       | 3,70  | Euboia              | Karystos | Egejské moře, Jižní Euboiský záliv   |
| 16 | Euulethonísi | Εγγλεζονήσι  | 0,22          | —          | —        | —               | 0       | 0,00  | Euboia              | Chalkis  | Egejské moře, Severní Euboiský záliv |
| 17 | Founti       | Φούντι       | 0,13          | —          | —        | —               | 0       | 0,00  | Euboia              | Karystos | Egejské moře, Jižní Euboiský záliv   |

## Historické kraje
Na území kraje Střední Řecko se v antice nacházelo několik historických krajů. Největší z ních byly Bojótie a Fókida.